# Brutto-Rauminhalt
Der Brutto-Rauminhalt (BRI) ist ein Begriff, der das Volumen eines Gebäudes definiert. In Deutschland wird er auf Grundlage der Norm DIN 277 berechnet, in Österreich aufgrund ÖNORM B 1800. Der BRI wird in Kubikmeter angegeben.
Mit dem Brutto-Rauminhalt lässt sich eine wichtige Kennzahl eines Bauvorhabens errechnen: der Preis pro Kubikmeter. Der Brutto-Rauminhalt gehört auch zu den Beleihungsunterlagen und wird benötigt, um den Gebäudewert (Wertermittlung) zu ermitteln. Damit errechnet ein Darlehensgeber den Beleihungswert. Dieser ist ausschlaggebend für die Höhe eines Baudarlehens zur Finanzierung eines Objektes.
Das Verhältnis von Brutto-Rauminhalt zur Wohnfläche wird als Ausbauverhältnis bezeichnet.
Anmerkung: Die Bezeichnung Umbauter Raum wird vielfach noch verwendet, ist aber in der DIN durch Brutto-Rauminhalt ersetzt worden und nicht gleichzusetzen. Der umbaute Raum ist in der Zweiten Berechnungsverordnung definiert und wird anders als der BRI berechnet.

## Definition DIN 277-1, Stand Januar 2016
Der Brutto-Rauminhalt (von Gebäuden) ist nach DIN 277-1 (Stand Januar 2016) der Rauminhalt eines Baukörpers, begrenzt durch die äußeren Begrenzungsflächen des Bauwerkes, gebildet von der Unterfläche der konstruktiven Bauwerkssohle (Unterseite der Unterböden und Bodenplatten, die nicht der Fundamentierung dienen), den Außenkanten der Außenwände und der Oberfläche der Dachbeläge, einschließlich Dachgauben oder Dachoberlichter.
Nicht dazu gehören:
- Tief- und Flachgründungen;
- Lichtschächte;
- nicht mit dem Bauwerk durch Baukonstruktionen verbundene Außentreppen und Außenrampen;
- Eingangsüberdachungen;
- Dachüberstände, soweit sie nicht Überdeckungen für Rauminhalte des Bereichs (S) nach 5.6.2 darstellen;
- auskragende Sonnenschutzanlagen;
- Schornsteinköpfe, Lüftungsrohre oder Lüftungsschächte, die über den Dachbelag hinaus reichen;
- Lichtkuppeln ≤ 1,0cbm;
- Pergolen und befestigte Freisitze oder Terrassen.

Ermittlungsregeln
Der Brutto-Rauminhalt (BRI) ist aus den ermittelten Brutto-Grundflächen (BGF) und den dazugehörigen Höhen zu ermitteln. Als Höhen für die Ermittlung des Brutto-Rauminhalts (BRI) gelten die vertikalen Abstände zwischen den Oberflächen der Deckenbeläge in den jeweiligen Grundrissebenen bzw. bei Dächern die Oberflächen der Dachbeläge.
Beim untersten Geschoss des Bauwerks gilt als Höhe der Abstand von der Unterseite der Unterböden und Bodenplatten, die nicht der Fundamentierung dienen, bis zur Oberseite des Deckenbelags der darüber liegenden Grundrissebene.
Bei Bauwerken oder Bauwerksteilen, die von nicht vertikalen oder nicht waagerechten Flächen begrenzt werden, ist der Rauminhalt nach entsprechenden geometrischen Formeln zu ermitteln.
Für die Höhen von Rauminhalten des Bereichs S (Sonderfall der Raumumschließung nach 5.6.2) sind die Oberkanten der begrenzenden Baukonstruktionen (z. B. Brüstungen, Attiken, Geländer) maßgebend.

## Definition ÖNORM B 1800
Der Brutto-Rauminhalt (von Gebäuden) ist nach ÖNORM B 1800 der Rauminhalt eines Baukörpers, begrenzt durch die Unterfläche der konstruktiven Bauwerkssohle und die äußeren Begrenzungsflächen des Bauwerkes.
Nicht dazu gehören:
- Fundamente
- untergeordnete Bauteile zum Beispiel gestalterische und konstruktive Vor- und Rücksprünge an den Außenflächen, auskragende Sonnenschutzanlagen, Lichtkuppeln, Schornsteinköpfe, Dachüberstände (sofern sie nicht Begrenzung des BRI sind)
- Bauteile, soweit sie für den BRI von untergeordneter Bedeutung sind, zum Beispiel Kellerlichtschächte, Außentreppen, Außenrampen, Dachgauben (nach Überarbeitung vom Februar 2005 sind Dachgauben mit einzurechnen), Eingangsüberdachungen